# العلاقات النيبالية الهايتية
العلاقات النيبالية الهايتية هي العلاقات الثنائية التي تجمع بين نيبال وهايتي.

## مقارنة بين البلدين
هذه مقارنة عامة ومرجعية للدولتين:
| وجه المقارنة                                              | نيبال                             | هايتي                                |
| --------------------------------------------------------- | --------------------------------- | ------------------------------------ |
| المساحة (كم2)                                             | 147.18 ألف                        | 27.75 ألف                            |
| عدد السكان (نسمة)                                         | 29.40 مليون                       | 10.98 مليون                          |
| الكثافة السكانية (ن./كم²)                                 | 199.76                            | 395.68                               |
| العاصمة                                                   | كاتماندو                          | بورت أو برانس                        |
| اللغة الرسمية                                             | اللغة النيبالية                   | لغة فرنسية، اللغة الكريولية الهايتية |
| العملة                                                    | روبية نيبالية                     | جوردة هايتية                         |
| الناتج المحلي الإجمالي (بليون دولار)                      | 24.47 مليار                       | 8.41 مليار                           |
| الناتج المحلي الإجمالي (تعادل القوة الشرائية) بليون دولار | 70.20 مليار                       | 18.82 مليار                          |
| الناتج المحلي الإجمالي الاسمي للفرد دولار أمريكي          | 743                               | 818                                  |
| الناتج المحلي الإجمالي للفرد دولار أمريكي                 | 2.37 ألف                          | 1.73 ألف                             |
| مؤشر التنمية البشرية                                      | 0.548                             | 0.483                                |
| رمز المكالمات الدولي                                      | +977                              | +509                                 |
| رمز الإنترنت                                              | .np                               | .ht                                  |
| المنطقة الزمنية                                           | UTC+05:45، التوقيت الموحد لنيبال ‏ | 00                                   |

## منظمات دولية مشتركة
يشترك البلدان في عضوية مجموعة من المنظمات الدولية، منها:
| علم المنظمة | اسم المنظمة                               | تاريخ انضمام نيبال | تاريخ انضمام هايتي |
| ----------- | ----------------------------------------- | ------------------ | ------------------ |
|             | مؤسسة التنمية الدولية                     | 6 مارس 1963        | 13 يونيو 1961      |
|             | يونسكو                                    | 1 مايو 1953        | 18 نوفمبر 1946     |
|             | مؤسسة التمويل الدولية                     | 7 يناير 1966       | 20 يوليو 1956      |
|             | منظمة حظر الأسلحة الكيميائية              | ?                  | ?                  |
|             | الأمم المتحدة                             | 14 ديسمبر 1955     | 24 أكتوبر 1945     |
|             | منظمة الشرطة الجنائية الدولية             | ?                  | ?                  |
|             | البنك الدولي للإنشاء والتعمير             | 6 سبتمبر 1961      | 8 سبتمبر 1953      |
|             | الاتحاد البريدي العالمي                   | ?                  | ?                  |
|             | المركز الدولي لتسوية المنازعات الاستشارية | 6 فبراير 1969      | 26 نوفمبر 2009     |
|             | وكالة ضمان الاستثمار متعدد الأطراف        | 9 فبراير 1994      | 11 ديسمبر 1996     |
|             | منظمة التجارة العالمية                    | ?                  | ?                  |

## وصلات خارجية
- موقع وزارة الخارجية النيبالية
- موقع وزارة الخارجية الهايتية